# Sava Sedmotxislenik
|  | No s'ha de confondre amb Sant Sava o Saba el Got. |

Sava Sedmotxislenik (nascut vers 810-840 i mort entre 880 i 920) fou un clergue búlgar del segle ix, deixeble dels sants Ciril i Metodi. Va ser canonitzat per l'Església Ortodoxa Búlgara, la qual el venera com un dels Set Sants (amb Ciril, Metodi, Climent d'Ocrida, Naüm de Preslav, Sant Gorazd i Sant Angelari) : Светите Седмочисленици/svetite Sedmotxislenitsi.
Qualificat en una biografia de Sant Climent d'Ocrida « d'elegit i corifeu » entre els deixebles de Ciril i Metodi, el seu culte fou particularment practicat a Bulgària i a l'Imperi Romà d'Orient. El seu nom va ser oblidat en els segles posteriors. El sinòdic del tsar Boril, un escrit històric i teològic búlgar del segle xiii, situa el nom de Sava al costat dels de Ciril, Metodi, Climent d'Ocrida i Naüm de Preslav, els quals « ensenyaren la nació búlgara » i es consagraren al llibre en llengua eslava. No hi ha cap escrit sorgit de la ploma de Sant Sava que hagi arribat fins a nosaltres.